# عزیزم من دوستت دارم!
«عزیزم من دوست دارم!» (به انگلیسی: Baby I Love U!) تک‌آهنگی از هنرمند اهل ایالات متحده آمریکا جنیفر لوپز است که در ۳ اوت ۲۰۰۳ منتشر شد.
این تک‌آهنگ در چارت‌های جزو ده ترانه اول قرار گرفت.